# Vengeance à double face
Pour plus de détails, voir Fiche technique et Distribution.
Vengeance à double face (A Face to Die For) est un téléfilm américain réalisé par Jack Bender et diffusé en 1996.

## Synopsis
Défigurée depuis l'enfance par un accident, Emily se laisse séduire par Alec, jeune escroc avec lequel elle commet un cambriolage qui tourne mal. à sa sortie de prison, la petite voleuse est prise en main par un ponte de la chirurgie esthétique. Devenue belle et riche, la jeune femme n'a plus qu'une idée en tête : se venger d'Alec et lui faire payer ce qu'elle a vécu en cambriolant l'ancienne boutique ou elle travaillait.

## Fiche technique
- Titre : Vengeance à double face
- Titre original : A Face to Die For
- Réalisation : Jack Bender
- Scénario : Duane Poole et Marvin Werlin
- Photographie : Eagle Egilsson
- Musique : Christopher Franke
- Producteur : Jayne Bieber
- Producteur exécutive : Frank Konigsberg
- Sociétés de production : The Königsberg Company
- sociétés de distribution : NBC; Columbia TriStar Home Video; Dutch FilmWorks
- Réseau de télévision : NBC
- Pays : États-Unis
- Durée : 90 minutes
- Film : -10 ans
- Date : 1996

## Distribution
- Yasmine Bleeth : Emily Gilmore
- James Wilder : Alec Dalton
- Robin Givens : Claudia
- Richard Beymer : Docteur Matthew Sheridan
- Ricky Paull Goldin : Paul Malory
- Chandra West : Sheila Gilmore
- Mary Ellen Trainor : Mrs. Gilmore
- Rosalind Ayres : Mrs Travers
- Bette Ford : Mrs Berman
- Mitchell Ryan : Joe Thomas
- Elisabeth Ryall : Linda Blake
- Kelly Jo Minter : Rita
- Michael Clark Elias : Michael
- Ian Abercrombie : M. Sturetsky